# Wandelroute E5
De Europese Wandelroute E5 loopt van Bretagne naar de Adriatische Zee. De route loopt van het uiterste westen van Frankrijk via Parijs, Mulhouse, het grensgebied tussen Duitsland en Zwitserland, Oostenrijk en Italië. De route eindigt vooralsnog in Verona, het is de bedoeling dat de route wordt verlengd tot aan Venetië.
Het bekendste en veel belopen traject van de E5 is het traject van Bregenz naar Bolzano. Dit gedeelte van ongeveer twee weken doorkruist de Alpen van noord naar zuid en komt op zijn hoogste punt zelfs op bijna 3000 meter hoogte. De horeca in met name het Italiaanse (Duitstalige) deel is zeer ingesteld op E5-wandelaars. Op enkele plaatsen is de route "subtiel" omgelegd.

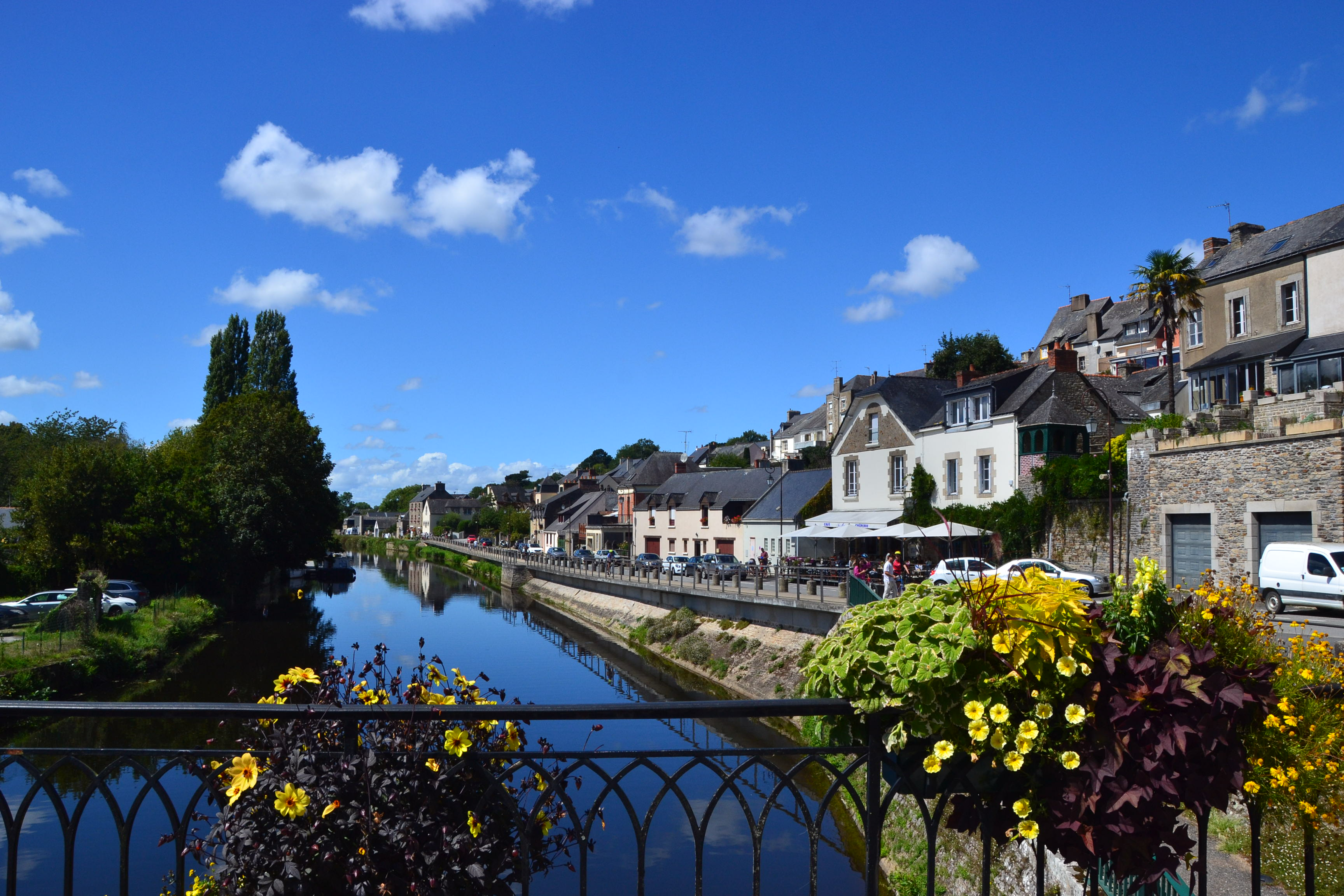
In Josselin, Frankrijk

E1 ·
E2 ·
E3 ·
E4 ·
E5 ·
E6 ·
E7 ·
E8 ·
E9 ·
E10 ·
E11 ·
E12